# Demba Thiam
Demba Thiam, né le 2 décembre 1989 à Strasbourg en France, est un footballeur français qui évolue au poste d'arrière droit à l'US Boulogne Côte d'Opale.

## Biographie

### Débuts en championnat amateur (2009-2013)
Demba Thiam commença sa carrière senior par l'intermédiaire du club de l'AS Beauvais son club formateur.
Après trois saisons, il rejoint la Belgique via le club de BX Brussels club de troisième division. Lors de l'été 2013, il signe au RE Bertrix, club de quatrième division.

### Découverte du monde professionnel (2013-)
En juillet 2013, Demba Thiam signe en faveur du RE Virton, club de deuxième division belge et signe son premier contrat professionnel . En 2016, il part pour le RWS Bruxelles  mais ne trouvant du temps de jeu, il signe une saison plus tard au CS Sedan  et retrouve le championnat français. Lors de l'année 2018, il rejoint l'USL Dunkerque  avec son coéquipier Axel Maraval où il participe notamment à l'épopée du club du National à la Ligue 2. Après six saisons au club, il quitte Dunkerque pour s'engager à l'US Boulogne. 